# Климук Петро Ілліч
Петро́ Іллі́ч Климу́к (біл. Пётр Ільіч Клімук, *10 липня 1942, село Томашівка, Рейхскомісаріат Україна, нині Берестейський район, Берестейська область, Білорусь) — радянський льотчик-космонавт, двічі Герой Радянського Союзу (1973, 1975), льотчик-космонавт СРСР (№ 26), генерал-полковник авіації. Депутат Верховної Ради СРСР 10-го скликання.

## Життєпис
Народився у селі Комарівка Берестейської області Білоруської РСР (нині — Республіка Білорусь).
Батько партизанив та загинув 1944 року при звільненні польського міста Радома. Перші роки життя пройшли в окупації. Дитячі та шкільні роки провів у рідному селі.
1959 року закінчив середню школу та вступив до школи початкового навчання льотчиків у Кременчуці. Однак 1960 року школу розформували, вона була переформатована у школу для підготовки цивільних льотчиків, і П. Клімук було переведено у Чернігівське вище військове авіаційне училище льотчиків імені Ленінського комсомолу. 1964 року закінчив його з відзнакою. Потім служив в авіаційних частинах Радянської Армії.
Зарахований до загону космонавтів в 1965. Пройшов повний курс загальнокосмічної підготовки та підготовки до космічних польотів на кораблях типу «Союз» та орбітальних станціях типу «Салют». Здійснив три космічних польоти як командир екіпажу. Перший космічний політ зробив з 18 по 26 грудня 1973 разом з бортінженером В. В. Лебедєвим на космічному кораблі «Союз-13». Тривалість польоту становила 7 днів 20 годин 55 хвилин 35 секунд.
У січні 1975 входив до складу резервного екіпажу космічного корабля «Союз-17». У квітні 1975 року був дублером командира корабля при невдалому старті корабля «Союз-18-1». Свій другий політ у космос здійснив з 24 травня по 26 липня 1975 спільно з бортінженером В. І. Севастьяновим на космічному кораблі «Союз-18-2» до орбітальної станції «Салют-4». Тривалість перебування в космосі становила 62 дні 23 години 20 хвилин 8 секунд. Надалі проходив підготовку до польотів за програмою «Інтеркосмос».
Свій третій політ у космос здійснив з 27 червня по 5 липня 1978 як командир міжнародного екіпажу спільно з космонавтом-дослідником, громадянином Польської Народної Республіки М. Гермашевським на космічному кораблі «Союз-30» до орбітальної станції «Салют-6» для спільної роботи з її екіпажем — В. В. Коваленком та О. С. Иванченковим. Тривалість перебування в космосі становила 7 днів 2 години 2 хвилини 59 секунд. Всього за 3 польоти в космос налітав 78 днів 18 годин 18 хвилин 42 секунди.
З 30 березня 1976 — заступник командира загону космонавтів ЦПК з політичної частини, з 24 січня 1978 — заступник начальника ЦПК — начальник політвідділу Центру. 3 квітня 1991 у зв'язку з розформуванням політорганів в армії переведений на посаду начальника військово-політичного відділу, заступника начальника ЦПК.
З 12 вересня 1991 по вересень 2003 — начальник Центру підготовки космонавтів імені Ю. О. Гагаріна.
У вересні 2003 року був призначений радником президента РФ з питань космонавтики.
З липня 2004 року — у запасі.
Проживає у Москві.

### Польоти у космос
Здійснив три польоти в космос:
1. З 18 по 26 грудня 1973 на космічному кораблі Союз-13 разом з Валентином Лебедєвим.
2. З 24 травня по 26 липня 1975 разом з Віталієм Севастьяновим на космічному кораблі Союз-18 і орбітальній станції Салют-4.
3. З 27 червня по 5 липня 1978 разом з першим польським космонавтом Мирославом Гермашевським на космічному кораблі Союз-30 і орбітальні станції Салют-6.

## Нагороди
У 1974 році присвоєно звання «Почесний громадянин Берестя».
24 вересня 2013 року присвоєне звання «Почесний громадянин Кременчука».
Почесний громадянин Чернігова.